# SDK
Un SDK (abr. engl. Software Development Kit - Trusă de dezvoltare a programelor) este un set de unelte folosite de un programator pentru a scrie programe pentru un anumit sistem de operare, platformă hardware, sau pachet de programe existent.
SDK-urile conțin de regulă biblioteci sau API-uri apelabile de către programatori. Unele SDK-uri pot veni cu compilatoare, depanatoare și alte unelte. Acestea au de regulă interfețe cu utilizatorul relativ spartane, astfel încât unii programatori preferă să le folosească în combinație cu mediile de dezvoltare.

## Exemple de SDK-uri
- Java SDK
- Microsoft DirectX SDK